# Ramon Martinez-Gion
Ramon Rénaldo Martinez Gion  (ur. 12 września 1990 w Amsterdamie) – holenderski siatkarz, grający na pozycji przyjmującego.

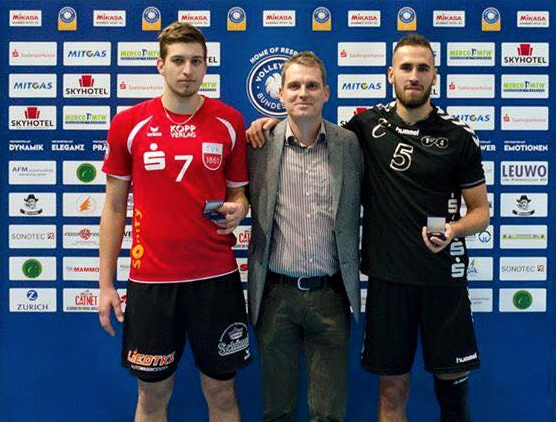
Ramon Martinez-Gion otrzymał nagrodę MVP dla najlepszego zawodnika po zakończeniu meczu niemieckiej Bundesligi CV Mitteldeutschland – TV Rottenburg

## Sukcesy klubowe
Puchar Holandii:
- 2012, 2014

Superpuchar Holandii:
- 2012, 2013

Liga holanderska:
- 2013, 2014, 2023

Puchar Grecji:
- 2018

Liga grecka:
- 2018